# Henry Didier
Pour les articles homonymes, voir Didier.
Henry Didier est un avocat, homme politique et collectionneur français (Rouen, 1er janvier 1823 - Vanves, 8 avril 1868).

## Biographie
Avocat et membre du conseil général de l'Ariège pour le canton d'Ax-les-Thermes, il se présenta comme candidat officiel au Corps législatif, le 29 février 1852, dans la 1re circonscription de l'Ariège, et fut élu avec 26 432 voix sur 26 970 votants. Didier siégea dans la majorité dynastique, et fut réélu successivement le 22 juin 1857 et le 1er juin 1863.
Son frère Edmond Didier était préfet de l'Ariège.